# Ocalea latipennis
Ocalea latipennis är en skalbaggsart som beskrevs av Sharp 1870. Ocalea latipennis ingår i släktet Ocalea, och familjen kortvingar. Arten är reproducerande i Sverige.